# ماتیلدا (رمان)
ماتیلدا (به انگلیسی: Matilda) یکی از آثار پرطرفدار رولد دال، نویسندهٔ انگلیسی است. در سال 2022 فیلمی موزیکال برگرفته اثر ساخته شد.

## خلاصه داستان
ماتیلدا دختر کوچکی است که مورد توجه خانواده و والدینش نیست. پدرش او را یک ابله می‌داند. ماتیلدا هم برای انتقام از پدرش دست به چه کارها که نمی‌زند! خانواده‌اش او را به دبستان می‌فرستند. او با معلم جدیدش خانم هانی دوست می‌شود و به خاطر قدرت جادویی‌اش خانم ترانچبال، مدیر مدرسه و خالهٔ خانم هانی را فراری می‌دهد. در آخر خانواده‌اش به اسپانیا فرار می‌کنند و او با خانم هانی زندگی می‌کند.